# Peggy Shannon
Peggy Shannon, pseudonimo di Winona Sammon, (Pine Bluff, 10 gennaio 1907 – Hollywood, 11 maggio 1941), è stata un'attrice statunitense.

## Biografia
Peggy Shannon nacque a Pine Bluff, nello Stato dell'Arkansas nel 1907 (anche se alcune fonti riportano le date 1909 o 1910). Entrò nel mondo dello spettacolo nel 1923, quando Florenz Ziegfeld la volle per un ruolo di corista negli spettacoli Ziegfeld Follies. L'anno successivo fece parte del cast in una Vanities di Earl Carroll: Earl Carroll's Vanities. Nel 1927, mentre recitava a Broadway, fu notata dal produttore cinematografico B. P. Schulberg, socio produttore della Paramount, che le offrì un contratto con la casa cinematografica. Arrivata a Hollywood venne accolta come la futura "It Girl", destinata a prendere il posto di Clara Bow. Prima delle riprese di The Secret Call (1931), Clara Bow soffrì di un esaurimento nervoso e Peggy Shannon venne ingaggiata per sostituirla, appena cinque giorni dopo il suo arrivo a Hollywood. Grazie ai film e alla pubblicità ottenuta divenne presto una figura importante, riconosciuta come un'icona di moda e stile, anticipando sempre di alcuni mesi le mode dell'epoca.
Nel 1932 firmò un contratto con la 20th Century Fox, ma sul set rivelò un carattere difficile, tanto che iniziò a correre voce che avesse problemi con l'alcol.
Nel 1934 ritornò a New York per recitare a Broadway nello spettacolo Page Miss Glory, interpretando la compagna dell'allora sconosciuto James Stewart. Nel 1935, sempre a Broadway, recitò nello show The Light Behind the Shadow, in cui venne presto sostituita. Il relativo comunicato stampa dichiarò che l'attrice soffriva di infezione dentale, ma ancora una volta le voci facevano riferimento all'alcolismo. Nel 1936 fece ritorno a Hollywood per una parte nel film Youth on Parole, ma trovò sempre più difficile nascondere il suo problema con l'alcol e, mentre la sua dipendenza si aggravava, le vennero offerti sempre meno ruoli.

## Vita privata e morte prematura
Nel 1926 Peggy Shannon sposò il suo primo marito, l'attore Alan Davis. Il loro matrimonio durò fino al 1940. L'anno seguente sposò il cameraman Albert G. Roberts.
L'11 maggio 1941, Roberts e il suo amico fotografo Elmer Fryer ritornarono da una battuta di pesca trovando il cadavere dell'attrice nell'appartamento di North Hollywood, curva sul tavolo di cucina, con una sigaretta in bocca e un bicchiere vuoto in mano. L'autopsia rilevò che il decesso risaliva a circa dodici ore prima e che la causa era dovuta ad un infarto miocardico acuto causato da un'indisposizione al fegato e dalle condizioni in peggioramento. È sepolta all'Hollywood Forever Cemetery sulla cui lapide è la scritta, voluta dal marito: "Quella ragazza dai capelli rossi, Peggy Shannon".
Tre settimane dopo la sua morte, Albert Roberts si suicidò, sparandosi con un fucile sulla stessa sedia in cui era morta la moglie. Lasciò un biglietto: "Sono innamoratissimo di mia moglie, Peggy Shannon. Lei è morta in questo punto, quindi per sua riverenza, troverete me nello stesso punto". È sepolto nel Forest Lawn Cemetery a Glendale.

## Filmografia
- The Gob - cortometraggio

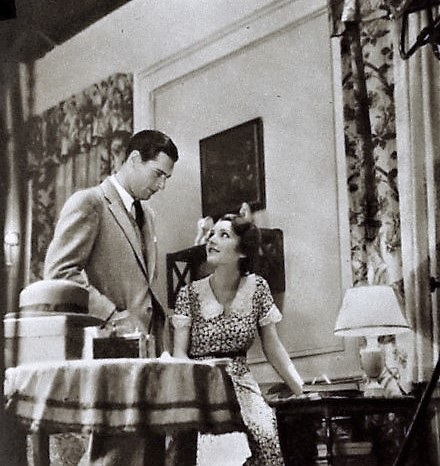
Con Richard Arlen in The Secret Call

- Opening Night, regia di Roy Mack - cortometraggio (1931)
- The Secret Call, regia di Stuart Walker (1931)
- Silence, (1931)
- The Road to Reno, regia di Richard Wallace (1931)
- Touchdown, regia di Norman Z. McLeod (1931)
- Quest'età imprudente (This Reckless Age), regia di Frank Tuttle (1932)
- Hotel Continental, regia di Christy Cabanne (1932)
- Society Girl, regia di Sidney Lanfield (1932)
- The Painted Woman, regia di John G. Blystone (1932)
- False Faces, regia di Lowell Sherman (1932)
- Girl Missing, regia di Robert Florey (1933)
- La distruzione del mondo (Deluge), regia di Felix E. Feist (1933)
- The Devil's Mate, regia di Phil Rosen (1933)
- Turn Back the Clock, regia di Edgar Selwyn (1933)
- Fury of the Jungle, regia di Roy William Neill (1933)
- The Back Page, regia di William Goodrich (Roscoe 'Fatty' Arbuckle) - cortometraggio (1934)
- La vita notturna degli dei (Night Life of the Gods), regia di Lowell Sherman (1935)
- Fighting Lady, regia di Carlos F. Borcosque (1935)
- The Case of the Lucky Legs, regia di Archie Mayo (1935)
- The Man I Marry, regia di Ralph Murphy (1936)
- Ellis Island, regia di Phil Rosen (1936)
- Romancing Along - cortometraggio (1937)
- Youth on Parole, regia di Phil Rosen (1937)
- Girls on Probation, regia di William C. McGann (1938)
- Blackwell's Island, regia di William C. McGann e, non accreditato, Michael Curtiz (1939)
- The Adventures of Jane Arden, regia di Terry O. Morse (1939)
- Fixer Dugan, regia di Lew Landers (1939)
- Donne (The Women), regia di George Cukor (1939)
- Dad for a Day, regia di Edward L. Cahn - cortometraggio (1939)
- Manette e fiori d'arancio (The Amazing Mr. Williams), regia di Alexander Hall (1939)
- Cafe Hostess, regia di Sidney Salkow (1940)
- L'isola degli uomini perduti (The House Across the Bay), regia di Archie Mayo (1940)
- All About Hash, regia di Edward L. Cahn - cortometraggio (1940)
- Triple Justice, regia di David Howard (1940)

## Doppiatrici
- Rina Morelli in La distruzione del mondo